# Альбарелло, Марко
Марко Альбарелло (итал. Marco Albarello; род. 31 мая 1960, Аоста) — итальянский лыжник, олимпийский чемпион, чемпион мира, победитель этапов Кубка мира. Наиболее сильно выступал в гонках классическим стилем.

## Карьера
В Кубке мира Альбарелло дебютировал в 1984 году, в феврале 1987 года одержал свою первую победу на этапе Кубка мира. Всего имеет на своём счету 2 победы на этапах Кубка мира. Лучшим достижением Альбарелло в общем итоговом зачёте Кубка мира является 5-е место в сезоне 1992/93.
На Олимпиаде-1988 в Калгари занял 9-е место в гонке на 15 км классикой и 8-е место в гонке на 30 км классикой.
На Олимпиаде-1992 в Альбервиле завоевал две серебряные медали, в гонке на 10 км классикой и эстафете, в остальных гонках показал следующие результаты: 30 км классикой — 4-е место, гонка преследования — 4-е место.
На Олимпиаде-1994 в Лиллехаммере завоевал золото в эстафете и бронзу в гонке на 10 км классикой, кроме того стал 10-м в гонке преследования.
На Олимпийских играх 1998 года в Нагано, завоевал серебро в эстафете, кроме того был 7-м в гонке на 30 км классикой и 26-м в гонке на 10 км классикой.
За свою карьеру принимал участие в семи чемпионатах мира, на которых завоевал одну золотую, две серебряные и одну бронзовую медали.